# Jastrzębski Węgiel w europejskich pucharach

## Puchar CEV w piłce siatkowej mężczyzn (1990/1991)
| Data       | Miejsce          | Przeciwnik     | Wynik                                | Runda    |
| ---------- | ---------------- | -------------- | ------------------------------------ | -------- |
| 03.11.1990 | Matosinhos       | Leixões SC     | 2:3 (15:13, 9:15, 15:7, 6:15, 12:15) | I runda  |
| 10.11.1990 | Jastrzębie-Zdrój | Leixões SC     | 3:1 (15:9, 15:10, 13:15, 15:9)       | I runda  |
| 01.12.1990 | Jastrzębie-Zdrój | Debic Zonhoven | 3:2 (15:9, 15:5, 3:15, 10:15, 15:13) | II runda |
| 08.12.1990 | Zonhoven         | Debic Zonhoven | 0:3 (10:15, 4:15, 13:15)             | II runda |

## Puchar CEV w piłce siatkowej mężczyzn (1991/1992)
| Data       | Miejsce          | Przeciwnik            | Wynik                                 | Runda   |
| ---------- | ---------------- | --------------------- | ------------------------------------- | ------- |
| 02.11.1991 | Jastrzębie-Zdrój | Tampereen Isku-Volley | 2:3 (15:5, 4:15, 15:11, 14:16, 15:17) | I runda |
| 09.11.1991 | Tampere          | Tampereen Isku-Volley | 0:3 (5:15, 2:15, 1:15)                | I runda |

## Puchar CEV w piłce siatkowej mężczyzn (2001/2002)
| Data       | Miejsce  | Przeciwnik          | Wynik                                   | Runda        |
| ---------- | -------- | ------------------- | --------------------------------------- | ------------ |
| 07.12.2001 | Jarosław | Panathinaikos Ateny | 2:3 (25:21, 19:25, 25:23, 23:25, 10:15) | faza grupowa |
| 08.12.2001 | Jarosław | Studenti Tirana     | 3:0 (25:21, 25:22, 25:16)               | faza grupowa |
| 09.12.2001 | Jarosław | Nieftjanik Jarosław | 1:3 (22:25, 27:25, 18:25, 18:25)        | faza grupowa |

## Puchar CEV w piłce siatkowej mężczyzn (2002/2003)
| Data       | Miejsce          | Przeciwnik              | Wynik                                  | Runda        |
| ---------- | ---------------- | ----------------------- | -------------------------------------- | ------------ |
| 06.12.2002 | Jastrzębie-Zdrój | VK Czeskie Budziejowice | 1:3 (23:25, 25:23, 17:25, 23:25)       | faza grupowa |
| 07.12.2002 | Jastrzębie-Zdrój | AS Cannes VB            | 3:2 (25:22, 24:26, 22:25, 25:22, 15:6) | faza grupowa |
| 08.12.2002 | Jastrzębie-Zdrój | AC Orestias             | 3:1 (25:20, 20:25, 25:23, 25:19)       | faza grupowa |

## Puchar CEV w piłce siatkowej mężczyzn (2003/2004)
| Data       | Miejsce          | Przeciwnik            | Wynik                                  | Runda        |
| ---------- | ---------------- | --------------------- | -------------------------------------- | ------------ |
| 07.11.2003 | Przybram         | Nikozja Pireus        | 3:2 (25:22, 27:29, 22:25, 25:15, 15:7) | faza grupowa |
| 08.11.2003 | Przybram         | Vavex Pribram         | 3:1 (18:25, 25:19, 25:22, 25:22)       | faza grupowa |
| 09.11.2003 | Przybram         | Concordia MTV Näfels  | 3:2 (25:21, 25:21, 23:25, 21:25, 15:9) | faza grupowa |
| 10.12.2003 | Jastrzębie-Zdrój | OK Vojvodina Nowy Sad | 0:3 (16:25, 23:25, 21:25)              | 1/8 finału   |
| 17.12.2003 | Nowy Sad         | OK Vojvodina Nowy Sad | 0:3 (15:25, 23:25, 16:25)              | 1/8 finału   |

## Liga Mistrzów w piłce siatkowej (2004/2005)
| Data       | Miejsce          | Przeciwnik            | Wynik                            | Runda        |
| ---------- | ---------------- | --------------------- | -------------------------------- | ------------ |
| 03.11.2004 | Wiedeń           | Aon hotVolleys Wiedeń | 1:3 (19:25, 19:25, 25:20, 20:25) | faza grupowa |
| 09.11.2004 | Dąbrowa Górnicza | OK Vojvodina Nowy Sad | 0:3 (24:26, 36:38, 16:25)        | faza grupowa |
| 16.11.2004 | Sofia            | Lewski Sofia          | 3:0 (25:23, 25:11, 25:20)        | faza grupowa |
| 30.11.2004 | Katowice         | Panathinaikos Ateny   | 3:1 (23:25, 25:21, 25:20, 25:17) | faza grupowa |
| 08.12.2004 | Ateny            | Panathinaikos Ateny   | 1:3 (20:25, 23:25, 31:29, 19:25) | faza grupowa |
| 05.01.2005 | Katowice         | Lewski Sofia          | 3:0 (25:22, 25:16, 25:19)        | faza grupowa |
| 12.01.2005 | Nowy Sad         | OK Vojvodina Nowy Sad | 3:1 (25:22, 20:25, 25:13, 25:21) | faza grupowa |
| 19.01.2005 | Katowice         | Aon hotVolleys Wiedeń | 3:0 (25:15, 25:19, 25:22)        | faza grupowa |
| 09.02.2005 | Katowice         | Noliko Maaseik        | 0:3 (21:25, 21:25, 19:25)        | 1/12 finału  |
| 15.02.2005 | Maaseik          | Noliko Maaseik        | 1:3 (20:25, 25:22, 20:25, 18:25) | 1/12 finału  |

## Puchar CEV w piłce siatkowej mężczyzn (2005/2006)
| Data       | Miejsce          | Przeciwnik       | Wynik                                   | Runda        |
| ---------- | ---------------- | ---------------- | --------------------------------------- | ------------ |
| 11.11.2005 | Jastrzębie-Zdrój | Pielaveden Sampo | 3:0 (25:19, 30:28, 25:15)               | faza grupowa |
| 12.11.2005 | Jastrzębie-Zdrój | Dinamo Bukareszt | 3:1 (25:22, 26:24, 24:26, 25:19)        | faza grupowa |
| 13.11.2005 | Jastrzębie-Zdrój | Dynamo Apeldoorn | 3:1 (25:22, 25:9, 23:25, 25:21)         | faza grupowa |
| 13.12.2005 | Jastrzębie-Zdrój | Iskra Odincowo   | 3:2 (25:23, 19:25, 25:15, 23:25, 15:12) | 1/8 finału   |
| 20.12.2005 | Odincowo         | Iskra Odincowo   | 0:3 (15:25, 16:25, 16:25)               | 1/8 finału   |

## Puchar CEV w piłce siatkowej mężczyzn (2006/2007)
| Data       | Miejsce          | Przeciwnik             | Wynik                                   | Runda        |
| ---------- | ---------------- | ---------------------- | --------------------------------------- | ------------ |
| 05.01.2007 | Averbode         | LĀSE-R/Rīga            | 3:1 (25:22, 23:25, 25:19, 25:17)        | faza grupowa |
| 06.01.2007 | Averbode         | OK Varaždin            | 3:0 (25:18, 25:17, 25:13)               | faza grupowa |
| 07.01.2007 | Averbode         | Beets-Patteet Averbode | 3:1 (16:25, 25:22, 25:23, 25:18)        | faza grupowa |
| 16.01.2007 | Jastrzębie-Zdrój | PZU AZS Olsztyn        | 3:2 (21:25, 28:26, 24:26, 30:28, 15:13) | 1/8 finału   |
| 23.01.2007 | Olsztyn          | PZU AZS Olsztyn        | 3:2 (21:25, 25:20, 21:25, 25:22, 15:11) | 1/8 finału   |
| 08.02.2007 | Piacenza         | Copra Piacenza         | 1:3 (25:20, 18:25, 20:25, 23:25)        | ćwierćfinał  |
| 14.02.2007 | Jastrzębie-Zdrój | Copra Piacenza         | 3:2 (25:22, 19:25, 25:22, 11:25, 15:12) | ćwierćfinał  |

## Liga Mistrzów w piłce siatkowej (2007/2008)
| Data       | Miejsce          | Przeciwnik               | Wynik                                   | Runda        |
| ---------- | ---------------- | ------------------------ | --------------------------------------- | ------------ |
| 17.10.2007 | Roeselare        | Knack Roeselare          | 0:3 (23:25, 18:25, 21:25)               | faza grupowa |
| 24.10.2007 | Jastrzębie-Zdrój | Sisley Treviso           | 2:3 (21:25, 17:25, 25:23, 25:19, 8:15)  | faza grupowa |
| 13.12.2007 | Apeldoorn        | Piet Zoomers/D Apeldoorn | 3:1 (25:17, 19:25, 25:23, 25:23)        | faza grupowa |
| 19.12.2007 | Jastrzębie-Zdrój | Piet Zoomers/D Apeldoorn | 3:0 (25:22, 25:20, 25:23)               | faza grupowa |
| 22.01.2008 | Treviso          | Sisley Treviso           | 3:1 (19:25, 25:19, 25:22, 25:23)        | faza grupowa |
| 30.01.2008 | Jastrzębie-Zdrój | Knack Roeselare          | 1:3 (25:20, 22:25, 22:25, 22:25)        | faza grupowa |
| 12.02.2008 | Kazań            | Dynamo Kazań             | 0:3 (17:25, 20:25, 18:25)               | 1/12 finału  |
| 20.02.2008 | Jastrzębie-Zdrój | Dynamo Kazań             | 3:2 (25:16, 17:25, 25:22, 19:25, 15:12) | 1/12 finału  |

## Puchar CEV w piłce siatkowej mężczyzn (2008/2009)
| Data       | Miejsce          | Przeciwnik        | Wynik                                  | Runda       |
| ---------- | ---------------- | ----------------- | -------------------------------------- | ----------- |
| 05.11.2008 | Pireus           | Olympiakos Pireus | 2:3 (25:18, 21:25, 23:25, 25:21, 7:15) | 1/16 finału |
| 13.11.2008 | Jastrzębie-Zdrój | Olympiakos Pireus | 1:3 (20:25, 26:25, 25:18, 19:25)       | 1/16 finału |

## Puchar Challenge w piłce siatkowej mężczyzn (2008/2009)
| Data       | Miejsce           | Przeciwnik        | Wynik                                   | Runda       |
| ---------- | ----------------- | ----------------- | --------------------------------------- | ----------- |
| 10.12.2008 | Jastrzębie-Zdrój  | AJ Fonte Bastardo | 3:2 (22:25, 26:24, 25:16, 22:25, 15:7)  | III runda   |
| 17.12.2008 | Fonte do Bastardo | AJ Fonte Bastardo | 3:0 (25:20, 25:19, 26:24)               | III runda   |
| 15.01.2009 | Jastrzębie-Zdrój  | Łokomotyw Kijów   | 3:0 (25:18, 25:23, 25:19)               | 1/8 finału  |
| 21.01.2009 | Kijów             | Łokomotyw Kijów   | 3:1 (25:20, 19:25, 25:20, 25:20)        | 1/8 finału  |
| 11.02.2009 | Jastrzębie-Zdrój  | Sisley Treviso    | 2:3 (25:19, 22:25, 25:15, 18:25, 10:15) | ćwierćfinał |
| 18.02.2009 | Treviso           | Sisley Treviso    | 3:1 (26:24, 19:25, 25:22, 25:19)        | ćwierćfinał |
| 21.03.2009 | Izmir             | Tomis Konstanca   | 3:1 (25:23, 35:33, 19:25, 25:21)        | półfinał    |
| 22.03.2009 | Izmir             | Arkas Spor Izmir  | 2:3 (25:18, 21:25, 25:18, 24:26, 12:15) | finał       |

## Liga Mistrzów w piłce siatkowej (2009/2010)
| Data       | Miejsce          | Przeciwnik             | Wynik                                   | Runda        |
| ---------- | ---------------- | ---------------------- | --------------------------------------- | ------------ |
| 02.12.2009 | Jastrzębie-Zdrój | Panathinaikos Ateny    | 1:3 (22:25, 25:23, 21:25, 28:30)        | faza grupowa |
| 09.12.2009 | Piacenza         | CoprAtlantide Piacenza | 0:3 (17:25, 21:25, 18:25)               | faza grupowa |
| 16.12.2009 | Friedrichshafen  | VfB Friedrichshafen    | 1:3 (24:26, 23:25, 25:22, 17:25)        | faza grupowa |
| 06.01.2010 | Jastrzębie-Zdrój | VfB Friedrichshafen    | 3:2 (34:32, 25:23, 23:25, 20:25, 15:13) | faza grupowa |
| 13.01.2010 | Jastrzębie-Zdrój | CoprAtlantide Piacenza | 3:2 (18:25, 25:19, 19:25, 25:19, 15:11) | faza grupowa |
| 20.01.2010 | Ateny            | Panathinaikos Ateny    | 0:3 (16:25, 20:25, 22:25)               | faza grupowa |

## Liga Mistrzów w piłce siatkowej (2010/2011)
| Data       | Miejsce          | Przeciwnik               | Wynik                                    | Runda        |
| ---------- | ---------------- | ------------------------ | ---------------------------------------- | ------------ |
| 17.11.2010 | Jastrzębie-Zdrój | ACH Volley Bled          | 1:3 (22:25, 21:25, 25:21, 26:28)         | faza grupowa |
| 24.11.2010 | Pireus           | Olympiakos Pireus        | 2:3 (26:28, 22:25, 25:23, 25:17, 13:15)  | faza grupowa |
| 08.12.2010 | Budva            | Budvanska Rivijera Budva | 2:3 (20:25, 26:28, 25:23, 26:24, 14:16)  | faza grupowa |
| 15.12.2010 | Jastrzębie-Zdrój | Budvanska Rivijera Budva | 3:0 (25:23, 25:20, 25:13)                | faza grupowa |
| 05.01.2011 | Jastrzębie-Zdrój | Olympiakos Pireus        | 3:0 (25:23, 25:20, 25:22)                | faza grupowa |
| 12.01.2011 | Lublana          | ACH Volley Bled          | 3:0 (25:21, 25:21, 25:23)                | faza grupowa |
| 02.02.2011 | Unterhaching     | TSV Unterhaching         | 1:3 (22:25, 20:25, 25:20, 19:25)         | 1/12 finału  |
| 08.02.2011 | Jastrzębie-Zdrój | TSV Unterhaching         | 3:1 (25:21, 25:22, 22:25, 25:19, (15:9)) | 1/12 finału  |
| 01.03.2011 | Jastrzębie-Zdrój | Noliko Maaseik           | 3:2 (17:25, 25:19, 19:25, 25:23, 15:7)   | 1/6 finału   |
| 08.03.2011 | Maaseik          | Noliko Maaseik           | 0:3 (12:25, 16:25, 23:25, (17:15))       | 1/6 finału   |
| 26.03.2011 | Bolzano          | Trentino Volley          | 0:3 (16:25, 25:27, 22:25)                | półfinał     |
| 27.03.2011 | Bolzano          | Dinamo Moskwa            | 1:3 (25:23, 22:25, 16:25, 21:25)         | o 3. miejsce |

## Puchar CEV w piłce siatkowej mężczyzn (2012/2013)
| Data       | Miejsce          | Przeciwnik        | Wynik                                    | Runda       |
| ---------- | ---------------- | ----------------- | ---------------------------------------- | ----------- |
| 24.10.2012 | Jastrzębie-Zdrój | Rennes Volley 35  | 3:0 (25:22, 25:23, 30:28)                | 1/16 finału |
| 31.10.2012 | Rennes           | Rennes Volley 35  | 3:0 (25:15, 25:23, 25:23)                | 1/16 finału |
| 14.11.2012 | Ankara           | Maliye Piyango SK | 3:1 (25:15, 25:14, 24:26, 25;17)         | 1/8 finału  |
| 21.11.2012 | Jastrzębie-Zdrój | Maliye Piyango SK | 1:3 (25:15, 26:28, 21:25, 21:25, (8:15)) | 1/8 finału  |

## Liga Mistrzów w piłce siatkowej (2013/2014)
| Data       | Miejsce          | Przeciwnik           | Wynik                                   | Runda        |
| ---------- | ---------------- | -------------------- | --------------------------------------- | ------------ |
| 23.10.2013 | Ankara           | Halkbank Ankara      | 1:3 (36:34, 16:25, 17:25, 20:25)        | faza grupowa |
| 30.10.2013 | Jastrzębie-Zdrój | Hypo Tirol Innsbruck | 3:0 (25:23, 25:22, 25:20)               | faza grupowa |
| 06.11.2013 | Konstanca        | Tomis Konstanca      | 3:1 (22:25, 25:19, 25:15, 25:20)        | faza grupowa |
| 03.12.2013 | Jastrzębie-Zdrój | Tomis Konstanca      | 3:1 (25:17, 25:27, 25:21, 25:22)        | faza grupowa |
| 11.12.2013 | Innsbruck        | Hypo Tirol Innsbruck | 3:1 (19:25, 28:26, 25:21, 25:22)        | faza grupowa |
| 18.12.2013 | Jastrzębie-Zdrój | Halkbank Ankara      | 3:2 (25:27, 25:18, 37:39, 25:21, 17:15) | faza grupowa |
| 15.01.2014 | Tours            | Tours VB             | 3:0 (25:16, 26:24, 25:19)               | 1/12 finału  |
| 22.01.2014 | Jastrzębie-Zdrój | Tours VB             | 3:0 (25:23, 25:16, 25:22)               | 1/12 finału  |
| 05.02.2014 | Jastrzębie-Zdrój | Asseco Resovia       | 3:0 (25:22, 25:22, 25:23)               | 1/6 finału   |
| 11.02.2014 | Rzeszów          | Asseco Resovia       | 3:1 (27:25, 23:25, 26:24, 26:24)        | 1/6 finału   |
| 22.03.2014 | Ankara           | Halkbank Ankara      | 0:3 (21:25, 19:25, 19:25)               | półfinał     |
| 23.03.2014 | Ankara           | Zienit Kazań         | 3:1 (25:21, 20:25, 17:25, 25:23)        | o 3. miejsce |

## Liga Mistrzów w piłce siatkowej (2014/2015)
| Data       | Miejsce          | Przeciwnik            | Wynik                                   | Runda        |
| ---------- | ---------------- | --------------------- | --------------------------------------- | ------------ |
| 05.11.2014 | Teruel           | CAI Teruel            | 3:0 (25:20, 28:26, 25:20)               | faza grupowa |
| 18.11.2014 | Jastrzębie-Zdrój | Marek Dupnica         | 3:0 (25:13, 25:16, 25:15)               | faza grupowa |
| 03.12.2014 | Jastrzębie-Zdrój | Lokomotiw Nowosybirsk | 1:3 (25:23, 20:25, 20:25, 19:25)        | faza grupowa |
| 18.12.2014 | Nowosybirsk      | Lokomotiw Nowosybirsk | 0:3 (16:25, 23;25, 15:25)               | faza grupowa |
| 22.01.2015 | Dupnica          | Marek Dupnica         | 3:2 (25:18, 18:25, 22:25, 25:18, 15:7)  | faza grupowa |
| 27.01.2015 | Jastrzębie-Zdrój | CAI Teruel            | 3:0 (25:14, 25:23, 25:22)               | faza grupowa |
| 12.02.2015 | Jastrzębie-Zdrój | Sir Safety Perugia    | 2:3 (25:18, 21:25, 25:27, 26:24, 11:15) | 1/12 finału  |
| 18.02.2015 | Perugia          | Sir Safety Perugia    | 0:3 (18:25, 22:25, 17:25)               | 1/12 finału  |

## Liga Mistrzów w piłce siatkowej (2017/2018)
| Data       | Miejsce          | Przeciwnik               | Wynik                                   | Runda        |
| ---------- | ---------------- | ------------------------ | --------------------------------------- | ------------ |
| 05.12.2017 | Jastrzębie-Zdrój | Berlin Recycling Volleys | 3:0 (25:21, 25:19, 26:24)               | faza grupowa |
| 19.12.2017 | Jastrzębie-Zdrój | Spacer's de Toulouse     | 3:0 (25:10, 25:21, 25:20)               | faza grupowa |
| 16.01.2018 | Kazań            | Zenit Kazań              | 0:3 (13:25, 23:25, 12:25)               | faza grupowa |
| 31.01.2018 | Jastrzębie-Zdrój | Zenit Kazań              | 0:3 (24:26, 20:25, 18:25)               | faza grupowa |
| 13.02.2018 | Tuluza           | Spacer's de Toulouse     | 3:2 (25:17, 25:22, 23:25, 23:25, 15:12) | faza grupowa |
| 28.02.2018 | Berlin           | Berlin Recycling Volleys | 2:3 (25:23, 16:25, 25:18, 17:25, 9:15)  | faza grupowa |
| 14.03.2018 | Jastrzębie-Zdrój | ZAKSA Kędzierzyn-Koźle   | 1:3 (19:25, 19:25, 25:21, 33:35)        | 1/12 finału  |
| 21.03.2018 | Kędzierzyn-Koźle | ZAKSA Kędzierzyn-Koźle   | 0:3 (21:25, 20:25, 12:25)               | 1/12 finału  |

## Liga Mistrzów w piłce siatkowej (2019/2020)
| Data       | Miejsce          | Przeciwnik        | Wynik                                   | Runda        |
| ---------- | ---------------- | ----------------- | --------------------------------------- | ------------ |
| 11.12.2019 | Jastrzębie-Zdrój | Halkbank Ankara   | 3:0 (25:17,25:17, 25:21)                | faza grupowa |
| 19.12.2019 | Jastrzębie-Zdrój | Greenyard Maaseik | 3:0 (25:17, 25:20, 25:21)               | faza grupowa |
| 18.01.2020 | Kazań            | Zenit Kazań       | 3:2 (18:25, 25:16, 20:25, 25:22, 16:14) | faza grupowa |
| 29.01.2020 | Ankara           | Halkbank Ankara   | 3:0 (25:18, 25:18, 25:15)               | faza grupowa |
| 12.02.2020 | Jastrzębie-Zdrój | Zenit Kazań       | 3:1 (25:18, 30:28, 19:25, 25:23)        | faza grupowa |
| 19.02.2020 | Maaseik          | Greenyard Maaseik | 2:3 (23:25, 25:20, 25:19, 22:25, 8:15)  | faza grupowa |
|            |                  | Itas Trentino     |                                         | Ćwierćfinał  |
|            |                  | Itas Trentino     |                                         | Ćwierćfinał  |

## Liga Mistrzów w piłce siatkowej (2020/2021)
| Data       | Miejsce | Przeciwnik               | Wynik                  | Runda        |
| ---------- | ------- | ------------------------ | ---------------------- | ------------ |
| 08.12.2020 | Berlin  | Zenit Kazań              | 0:3 (0:25, 0:25, 0:25) | faza grupowa |
| 09.12.2020 | Berlin  | ACH Volley Lublana       | 0:3 (0:25, 0:25, 0:25) | faza grupowa |
| 10.12.2020 | Berlin  | Berlin Recycling Volleys | 0:3 (0:25, 0:25, 0:25) | faza grupowa |
| 09.02.2021 | Kazań   | Zenit Kazań              | 0:3 (0:25, 0:25, 0:25) | faza grupowa |
| 10.02.2021 | Kazań   | ACH Volley Lublana       | 0:3 (0:25, 0:25, 0:25) | faza grupowa |
| 11.02.2021 | Kazań   | Berlin Recycling Volleys | 0:3 (0:25, 0:25, 0:25) | faza grupowa |

## Liga Mistrzów w piłce siatkowej (2021/2022)
| Data       | Miejsce           | Przeciwnik                         | Wynik                                   | Runda        |
| ---------- | ----------------- | ---------------------------------- | --------------------------------------- | ------------ |
| 30.11.2021 | Jastrzębie-Zdrój  | Chebyr Pazardżik                   | 3:0 (25:11, 25:16, 25:14)               | faza grupowa |
| 14.12.2021 | Roeselare         | Knack Roeselare                    | 3:0 (25:18, 25:20, 25:23)               | faza grupowa |
| 13.01.2022 | Friedrichshafen   | VfB Friedrichshafen                | 3:0 (25:15, 25:17, 25:15)               | faza grupowa |
| 25.01.2022 | Jastrzębie-Zdrój  | Knack Roeselare                    | 3:0 (25:21, 25:21, 25:23)               | faza grupowa |
| 10.02.2022 | Pazardżik         | Chebyr Pazardżik                   | 3:1 (26:28, 25:23, 25:19, 25:16)        | faza grupowa |
| 16.02.2022 | Jastrzębie-Zdrój  | VfB Friedrichshafen                | 3:1 (25:18, 23:25, 25:15, 25:23)        | faza grupowa |
| 08.03.2022 | Civitanova Marche | Cucine Lube Civitanova             | 3:0 (25:22, 25:23, 25:19)               | Ćwierćfinał  |
| 16.03.2022 | Jastrzębie-Zdrój  | Cucine Lube Civitanova             | 3:2 (24:26, 23:25, 28:26, 25:19, 15:12) | Ćwierćfinał  |
| 30.03.2022 | Jastrzębie-Zdrój  | Grupa Azoty ZAKSA Kędzierzyn-Koźle | 0:3 (20:25, 14:25, 19:25)               | Półfinał     |
| 07.04.2022 | Kędzierzyn-Koźle  | Grupa Azoty ZAKSA Kędzierzyn-Koźle | 2:3 (15:25, 21:25, 26:24, 25:21, 11:15) | Półfinał     |

## Liga Mistrzów w piłce siatkowej (2022/2023)
| Data       | Miejsce          | Przeciwnik                         | Wynik                                   | Runda        |
| ---------- | ---------------- | ---------------------------------- | --------------------------------------- | ------------ |
| 08.11.2022 | Jastrzębie-Zdrój | Vojvodina NS seme Nowy Sad         | 3:0 (25:23, 25:19, 25:20)               | faza grupowa |
| 16.11.2022 | Montpellier      | Montpellier HSC VB                 | 3:1 (23:25, 25:19, 25:23, 25:20)        | faza grupowa |
| 29.11.2022 | Friedrichshafen  | VfB Friedrichshafen                | 3:1 (18:25, 33:31, 25:14, 25:22)        | faza grupowa |
| 13.12.2022 | Jastrzębie-Zdrój | Montpellier HSC VB                 | 3:0 (25:23, 27:25, 25:20)               | faza grupowa |
| 11.01.2023 | Nowy Sad         | Vojvodina NS seme Nowy Sad         | 3:0 (25:22, 25:16, 25:14)               | faza grupowa |
| 25.01.2023 | Jastrzębie-Zdrój | VfB Friedrichshafen                | 3:0 (25:22, 26:24, 28:26)               | faza grupowa |
| 09.03.2023 | Friedrichshafen  | VfB Friedrichshafen                | 3:0 (25:17, 25:16, 25:13)               | Ćwierćfinał  |
| 15.03.2023 | Jastrzębie-Zdrój | VfB Friedrichshafen                | 3:0 (25:14, 25:20, 25:16)               | Ćwierćfinał  |
| 29.03.2023 | Ankara           | Halkbank Ankara                    | 3:1 (25:22, 25:23, 16:25, 25:22)        | Półfinał     |
| 05.04.2023 | Jastrzębie-Zdrój | Halkbank Ankara                    | 2:3 (25:17, 18:25, 22:25, 25:16, 12:15) | Półfinał     |
| 20.05.2023 | Turyn            | Grupa Azoty ZAKSA Kędzierzyn-Koźle |                                         | Finał        |

## Bilans spotkań
| Rozgrywki        | Ogólnie | Ogólnie | Ogólnie | Ogólnie | Ogólnie | U siebie | U siebie | U siebie | U siebie | U siebie | Na wyjeździe | Na wyjeździe | Na wyjeździe | Na wyjeździe | Na wyjeździe |
| Rozgrywki        | R       | W       | P       | Sety    | Sety    | R        | W        | P        | Sety     | Sety     | R            | W            | P            | Sety         | Sety         |
| ---------------- | ------- | ------- | ------- | ------- | ------- | -------- | -------- | -------- | -------- | -------- | ------------ | ------------ | ------------ | ------------ | ------------ |
| Liga Mistrzów    | 56      | 30      | 26      | 109     | 100     | 26       | 18       | 8        | 62       | 37       | 30           | 12           | 18           | 47           | 63           |
| Puchar CEV       | 35      | 21      | 14      | 76      | 66      | 16       | 11       | 5        | 38       | 29       | 19           | 10           | 9            | 38           | 37           |
| Puchar Challenge | 8       | 6       | 2       | 22      | 11      | 3        | 2        | 1        | 8        | 5        | 5            | 4            | 1            | 14           | 6            |
| Razem            | 99      | 57      | 42      | 207     | 177     | 45       | 31       | 14       | 108      | 71       | 54           | 26           | 28           | 99           | 106          |

| Rozgrywki                | Miejsce     | Liczba meczów | Zwycięstwa | Porażki | Sety    |
| ------------------------ | ----------- | ------------- | ---------- | ------- | ------- |
| Puchar CEV 1990/91       | II runda    | 4             | 2          | 2       | 8:9     |
| Puchar CEV 1991/92       | II runda    | 2             | 1          | 1       | 2:5     |
| Puchar CEV 2001/02       | faza grup.  | 3             | 0          | 3       | 6:6     |
| Puchar CEV 2002/03       | faza grup.  | 3             | 2          | 1       | 7:6     |
| Puchar CEV 2003/04       | 1/8 finału  | 5             | 3          | 2       | 9:11    |
| Liga Mistrzów 2004/05    | 1/12 finału | 10            | 5          | 5       | 18:17   |
| Puchar CEV 2005/06       | 1/8 finału  | 5             | 4          | 1       | 12:7    |
| Puchar CEV 2006/07       | 1/4 finału  | 7             | 6          | 1       | 19:11   |
| Liga Mistrzów 2007/08    | 1/12 finału | 8             | 4          | 4       | 15:16   |
| Puchar CEV 2008/09       | 1/16 finału | 2             | 1          | 1       | 3:6     |
| Puchar Challenge 2008/09 | 2. miejsce  | 8             | 6          | 2       | 22:11   |
| Liga Mistrzów 2009/10    | faza grup.  | 6             | 2          | 4       | 8:16    |
| Liga Mistrzów 2010/11    | 4. miejsce  | 12            | 5          | 7       | 22:24   |
| Puchar CEV 2012/13       | 1/8 finału  | 4             | 3          | 1       | 10:4    |
| Liga Mistrzów 2013/14    | 3. miejsce  | 12            | 10         | 2       | 31:13   |
| Liga Mistrzów 2014/15    | 1/12 finału | 8             | 4          | 4       | 15:14   |
| Razem                    | Razem       | 99            | 57         | 42      | 207:177 |